# Bataille de Bourem
Guerre du Mali
Batailles
La bataille de Bourem a lieu le 12 septembre 2023, pendant la guerre du Mali. Elle oppose les Forces armées maliennes aux rebelles du Cadre stratégique permanent (CSP) dans la ville de Bourem. La victoire est revendiquée par les deux camps : l'armée malienne déclarant avoir repoussé l'attaque et le CSP affirmant avoir réussi un raid contre le camp militaire de la ville.

## Contexte
Au cours de l'année 2023, les tensions s'accroissent entre la junte malienne et la Coordination des mouvements de l'Azawad (CMA), signataire de l'accord d'Alger en 2015. La nuit du 4 au 5 août 2023, un poste de la CMA est attaqué à Foïta, près de Léré. La CMA affirme déplorer la mort de deux de ses combattants et accuse l'armée malienne et le groupe Wagner d'être responsable de l'attaque. La junte malienne n'adresse aucune réponse. Dans les jours qui suivent, les représentants de la CMA quittent Bamako. Les 11 et 12 août, deux combats ont lieu près de Ber, impliquant l'armée malienne, le groupe Wagner, le Groupe de soutien à l'islam et aux musulmans et la CMA. Les militaires maliens et les mercenaires russes investissent le camp militaire de Ber, qui est évacué par les casques bleus.
L'escalade se poursuit le semaines suivantes. Le 8 septembre, le GATIA dénonce le bombardement de l'une de ses bases par un hélicoptère de l'armée malienne à Afawlawlaw, près de Gao. Le lendemain, la CMA revendique la destruction d'un avion Soukhoï Su-25 de l'armée de l'air du Mali, le seul dont elle dispose à cette date, à Tinaouke, au nord de Gao, après un bombardement sur ses positions. L'armée malienne reconnait la perte de l'appareil mais en raison de « problèmes techniques ». Le général Alou Boi Diarra évoque un « orage violent » à Gao et précise que l"équipage a été récupéré « sain et sauf ».
Dans la foulée, le Cadre stratégique permanent (CSP) accuse la junte et le groupe Wagner de « multiples ruptures du cessez-le-feu » et annonce « adopter dorénavant toutes les mesures de légitimes défense contre les forces de la junte sur l'ensemble du territoire de l'Azawad ». Le MSA se désolidarise cependant de cette déclaration et appelle à « privilégier le dialogue ». Le 12 septembre, la CMA se déclare « en temps de guerre » avec la junte. Elle appelle alors « tous les habitants de l’Azawad à se rendre sur le terrain pour contribuer à l’effort de guerre dans le but de défendre et protéger la patrie et ainsi reprendre le contrôle de l’ensemble du territoire national azawadien ». La junte n'adresse aucune réponse.

## Déroulement
Le matin du 12 septembre, la ville de Bourem est attaquée par les groupes rebelles,,,. Ces derniers se seraient emparés provisoirement du camp militaire, situé au nord de la ville, après l'avoir encerclé,. Cependant l'aviation malienne intervient et les forces maliennes reprennent le contrôle du camp dans les heures qui suivent. À l'issue des combats, la victoire est revendiquée par les deux camps.
Dans un communiqué publié le soir du combat, l'armée malienne affirme avoir repoussé l'offensive. Elle évoque « une attaque complexe aux véhicules piégés de plusieurs terroristes ». Une seconde opération est ensuite lancée au nord-est de la ville.
Selon le journaliste Wassim Nasr, les rebelles se sont emparés de quatre postes, mais pas de la base principale de la ville.
L'attaque est revendiquée par le Cadre stratégique permanent (CSP) et la Coordination des mouvements de l'Azawad (CMA). Dans son communiqué, la CMA affirme avoir mené l'attaque contre « l'armée malienne et la milice terroriste Wagner ». Selon son récit, l'attaque est menée sur quatre fronts et les combats durent deux heures. Elle revendique la prise de contrôle de « quatre emprises, à l'exception d'une position située à l'entrée Est de la ville ». Selon le CSP, l'offensive se solde par la prise du « contrôle du camp et des différents postes avancés ». Le porte-parole du CSP, Mohamed El Maouloud Ramadane, déclare qu'il y a eu « d'intenses combats », puis les hommes se sont retirés : « Prendre la ville n’était pas notre objectif initial. [...] Notre objectif n'est pas de rester dans les villes »,.

## Pertes
Dans son communiqué, l'armée malienne reconnait 10 morts et 13 blessés dans ses rangs et revendique la mort de 46 assaillants,,.
La CMA admet pour sa part neuf morts, onze blessés et trois véhicules détruits dans ses rangs, contre 97 soldats maliens tués, plusieurs dizaines blessés, plusieurs dizaines faits prisonniers, 39 véhicules détruits et 15 véhicules capturés,,. La CMA affirme que plusieurs dizaines de militaires maliens ont été tués par erreur par des frappes de l'aviation malienne alors qu'ils étaient retenus prisonniers. Elle affirme que seuls cinq militaires survivants, dont un colonel, sont détenus au lendemain du combats. D’après le journaliste Wassim Nasr, un capitaine malien, fils d'un général, figure parmi les prisonniers.